# Marie-Ange Magne
Pour les articles homonymes, voir Magne.
Marie-Ange Magne, née Marie-Ange Faintrenie le 20 novembre 1987 à Limoges (Haute-Vienne), est une personnalité politique française. Elle est notamment députée de la troisième circonscription de la Haute-Vienne de 2017 à 2022.

## Biographie
Marie-Ange Magne est diplômée d’un master de sociologie obtenu à l'université de Limoges.
Elle est allocataire de recherche à l'université de Limoges de 2010 à 2013, puis enseigne les sciences économiques et sociales au lycée Jean-Giraudoux à Bellac.
Impliquée dans la vie associative et culturelle locale, elle est présidente de l’association Festiv’Art, organisatrice du Festival du Court Métrage de Limoges de 2009 à 2014, et trésorière de l’Observatoire régional des arts et la culture en Limousin (ORACLIM) de 2010 à 2014. Entre juin 2015 et juin 2017, elle est secrétaire de mairie, puis chargée de mission de la municipalité de Saint-Laurent-sur-Gorre pour des projets liés à la santé et aux nouvelles technologies,.
Parallèlement à ses activités politiques, elle demeure impliquée dans le champ culturel : en 2024, elle co-réalise avec Nicolas Fay Je suis Limoges, un documentaire consacré au club de basket-ball du Limoges CSP.

## Actions en politique
En 2014, elle se présente aux élections municipales de la ville de Limoges en tant que représentante du PRG (Parti radical de gauche) sur la liste PS du maire sortant Alain Rodet, en position non éligible.
En 2017, elle est élue députée sous l'étiquette LREM, avec plus de 62 % des voix au second tour, face au candidat Les Républicains Guillaume Guérin, dans la 3e circonscription de la Haute-Vienne.
Tête de liste départementale pour la Haute-Vienne dans le cadre des élections régionales de 2021, aux côtés de Geneviève Darrieussecq, elle est élue conseillère régionale à l'issue du second tour.
Elle fait partie des parlementaires sortants qui ne sont pas réinvestis pour les élections législatives de 2022. Sa circonscription est attribuée à Geoffroy Sardin, lequel échoue au second tour contre la candidate NUPES Manon Meunier.

## Détails des mandats et fonctions

### Mandats nationaux
- Du 21 juin 2017 au 21 juin 2022 : députée de la troisième circonscription de la Haute-Vienne[8]

### Mandats locaux
- Depuis le 2 juillet 2021 : conseillère régionale de Nouvelle-Aquitaine